# آروم، ارمنستان
آروم  یک روستا در ارمنستان است که در استان آراگاتسوتن واقع شده‌است.  در شمال آشتاراک، مرکز استان آراگاتسوتن واقع شده است.